# Ignacio Agustín Torres
Ignacio Agustín Torres (Trelew, 4 de mayo de 1988) es un licenciado en administración de empresas y político argentino, perteneciente a Propuesta Republicana. Desde el 10 de diciembre de 2023 es el gobernador de la provincia del Chubut. Antes se desempeñó como diputado nacional por la provincia del Chubut entre 2019 y 2021 y como senador nacional por la misma provincia entre 2021 y 2023.

## Biografía
Nació en Trelew y se crio en barrio Los Olmos; cursó sus estudios en las escuelas 199 y 712. Su familia está vinculada a las inversiones de transporte, distribución y venta de combustible en varias estaciones de servicios.
Se recibió de analista administrativo contable en 2012 y de licenciado en Administración de Empresas en 2013, ambos títulos obtenidos en la Universidad Argentina de la Empresa.
En 2015 asume como presidente de la Fundación Pensar de Chubut, el think tank del PRO, fundación que presidió hasta 2020. En ese mismo año fue nombrado director ejecutivo del PAMI de la provincia de Chubut y se desempeñó en el mismo hasta el 2017. En marzo de 2019 es nombrado por Rogelio Frigerio en la Mesa de Desarrollo Patagónica como coordinador por parte del Ministerio del Interior de la Nación.
En 2019 Torres fue elegido como el primer candidato a diputado nacional de las listas de Juntos por el Cambio para las elecciones legislativas de Argentina de 2019. Acompañó al binomio Mauricio Macri-Miguel Ángel Pichetto en su intento de obtener la presidencia. La lista que encabezaba salió segunda en la categoría de diputados nacionales con el 32,29 % de los votos válidos. Torres, que asumió como legislador nacional el 10 de diciembre de 2019, fue designado vicepresidente segundo de la comisión de Intereses Marítimos, Fluviales, Pesqueros y Portuarios y secretario de la comisión de análisis y seguimiento de las normas tributarias y preventivas.

### Senador
Fue elegido senador nacional por la provincia del Chubut, por la lista de Juntos por el Cambio, para las elecciones legislativas de 2021, y asumió su cargo el 10 de diciembre.

### Gobernador del Chubut
Para las elecciones provinciales de 2023, Torres se presentó como candidato a gobernador por la alianza Juntos por el Cambio, llevando como compañero de fórmula al radical Gustavo Menna.El 30 de julio de 2023 la fórmula se impuso con el 35,75 % de los votos, una diferencia de 5229 votos sobre Juan Pablo Luque, ex-intendente de Comodoro Rivadavia. Gracias a este triunfo, se interrumpió una seguidilla de triunfos peronistas iniciada en 2003.
Al iniciar su gobierno, mantuvo una postura de acercamiento al presidente Javier Milei, adhiriendo a Chubut al Régimen de Incentivos de Grandes Inversiones aprobado en la Ley de Bases y Puntos de Partida para la Libertad de los Argentinos, firmando el Pacto del 25 de Mayo, y alineándose con su política económica.

En su primer año de gestión logró normalizar el inicio del ciclo lectivo en términoy logró alcanzar 144 días de clases efectivos, superando los 120 días de clase del año anterior.
Dentro del marco social durante su gestión se comenzó a ejecutar el Plan Conectar Futuro, una iniciativa del Gobierno del Chubut en colaboración con la Fundación del Banco Chubut que apunta a unir a todos los pueblos de Chubut, incluso los más aislados, dotándolos de conexión a internet de alta velocidad. Hasta el momento se conectaron 35 pueblos y parajes, con el objetivo de llegar a 60. Así mismo, se reforzó la seguridad en la provincia, con la implementación del Comando Unificado.
Bajo la gestión de Ignacio Torres, Chubut logró superávit primario, lo cual desencadenó en el mayor desendeudamiento de la provincia en su historia, lo cual se reflejó en el posicionamiento de la región dentro del ranking de Cumplimiento de la Ley de Responsabilidad Fiscal, ubicándose dentro de las 11 jurisdicciones mejor posicionadas.
También durante la gestión de Torres, Chubut fue la primera provincia en endurecer la Ley de Ficha Limpia, para que ningún condenado pueda ser candidato. En este sentido, la provincia volvió a estar dentro de las 10 con mayor transparencia institucional, luego de años de ocupar el último puesto.

## Política

### Obras públicas
A través de un acuerdo con Nación en el marco del Plan de Desendeudamiento, se reactivaron las obras públicas que habían quedado paralizadas, con el objetivo de saldar la deuda del Fondo Fiduciario Federal.

### Plan de Transformación Digital
Se desarrolló DINO, una ventanilla virtual que facilita trámites y gestiones a través de WhatsApp, acercando la administración pública a la ciudadanía. Además, este sistema facilita un ID Digital personal a cada chubutense.

### Comando Unificado
Esta es una iniciativa que coordina esfuerzos entre la Policía del Chubut, la Policía Federal, Gendarmería Nacional, Prefectura Naval y la Policía de Seguridad Aeroportuaria. Este trabajo conjunto ya ha logrado reducir un 33% el índice de delitos en Trelew y el Valle Inferior del Río Chubut (VIRCh). Además, el programa se extendió a Comodoro Rivadavia y Rada Tilly, y próximamente llegará a otros centros urbanos clave, como Puerto Madryn.

### Diputado (2019-2021)
Como Diputado Nacional por Chubut, Ignacio Torres, votó a favor y ayudó a la aprobación de las siguientes leyes:
- Ley de Economía del Conocimiento (2020):[30] Esta iniciativa promueve el desarrollo de industrias basadas en el conocimiento, otorgando beneficios fiscales a empresas del sector tecnológico y de servicios profesionales.[31]
- Ley de Educación Ambiental Integral (2021):[32] Esta propone la incorporación de la educación ambiental en todos los niveles educativos del país.[33]
- Ley de Financiamiento del Sistema Nacional de Ciencia, Tecnología e Innovación (2021):[34] Esta ley que establece un incremento progresivo de la inversión en ciencia y tecnología, con el objetivo de alcanzar el 1% del PBI en 2032.

### Senador (2021-2023)
Durante su gestión como senador nacional, presentó los siguientes proyectos de ley:
- Proyecto de comunicación que solicita incluir en la traza de la Ruta Nacional N.º 40, a la Ruta Provincial N.º 71 y al tramo de la Ruta Nacional N.º 259, que dan acceso y atraviesan el Parque Nacional Los Alerces, en la provincia del Chubut.[36]
- Proyecto de ley sobre régimen de reactivación productiva patagónica.[37]
- Proyecto de comunicación que solicita declarar la emergencia fitosanitaria y agropecuaria en diferentes localidades de la provincia del Chubut y otras cuestiones conexas.[38]
- Proyecto de ley que declara "Capital Nacional de la ballena Franca Austral" a la localidad de Puerto Pirámides, provincia del Chubut.[39]
- Proyecto de resolución que dispone la pronta intervención de las fuerzas de seguridad nacional y provincial en la zona cordillerana del Chubut.[40]
- Proyecto de ley de protección a los denunciantes y testigos de actos de corrupción.[41]
- Proyecto de ley que crea el sistema argentino de trazabilidad de la pesca y la acuicultura.[42]
- Proyecto de ley sobre el régimen nacional de promoción del hidrógeno.[43]
- Proyecto de declaración que expresa beneplácito por el primer centenario del expreso patagónico "La Trochita".[44]
- Proyecto de comunicación que solicita se informe sobre diversos puntos relacionados con la utilización de recursos para combatir incendios.[45]
- Proyecto de resolución que solicita incorporar a la provincia del Chubut, al clúster de energías renovables compuesto por diversas provincias, y otras cuestiones conexas.[46]
- Proyecto de ley que declara la Emergencia Nacional hídrica de la provincia del Chubut y de la provincia de Santa Cruz.[47]